# Marcus Lewis
Anthony Marcus Lewis (ur. 16 lutego 1992 w Streamwoodzie) – amerykański koszykarz występujący na pozycji rzucającego obrońcy.
26 listopada 2021 dołączył do Grupy Sierleccy-Czarnych Słupsk. 20 listopada 2023 został zawodnikiem niemieckiego Skyliners Frankfurt.

## Osiągnięcia
Stan na 27 listopada 2023, na podstawie, o ile nie zaznaczono inaczej.
NCAA
- Uczestnik turnieju NCAA (2014)
- Mistrz turnieju konferencji ASUN (2014)
- Zwycięzca konkursu wsadów NCAA (2014)[4]

Drużynowe
- Mistrz Kandy (2019)
- Finalista Pucharu Finlandii (2021)

Indywidualne
- Zaliczony do I składu kolejki EBL (19, 20, 22 – 2021/2022)[5][6]